# Beatrix van Hohenstaufen
Beatrix van Hohenstaufen geboren als Elisabeth van Hohenstaufen (Neurenberg, maart/mei 1205 - Toro, 5 november 1235) was van 1219 tot aan haar dood koningin-gemalin van Castilië en van 1230 tot aan haar dood koningin-gemalin van León. Ze behoorde tot het huis Hohenstaufen.

## Levensloop
Elisabeth was een dochter van Rooms-Duits koning Filips van Zwaben en Irena Angela, dochter van de keizer Isaäk II Angelos van het Byzantijnse Rijk. 
Ze werd reeds op driejarige leeftijd wees: haar vader werd in juni 1208 vermoord en haar moeder overleed twee maanden later aan de complicaties van een bevalling. Vervolgens werden Elisabeth en haar zussen onder de voogdij geplaatst van hun neef Frederik van Sicilië, de latere keizer Frederik II. 
Frederik arrangeerde later een huwelijk tussen Elisabeth en koning Ferdinand III van Castilië. De bruiloft vond op 30 november 1219 plaats in de stad Burgos. Na het huwelijk nam Elisabeth de naam Beatrix aan en werd ze koningin-gemalin van Castilië. In 1230 bemachtigde haar echtgenoot na de dood van koning Alfons IX het koninkrijk León en werd Beatrix ook koningin-gemalin van León.
In november 1235 overleed Beatrix van Hohenstaufen op 30-jarige leeftijd, aan de gevolgen van de bevalling van haar tiende kind. Ze werd bijgezet in het Koninklijk Klooster van Huelgas de Burgos. In 1279 werd haar graf overgebracht naar de Kathedraal van Sevilla en naast dat van haar echtgenoot geplaatst.

## Nakomelingen
Beatrix en Ferdinand III kregen tien kinderen:
- Alfons X (1221-1284), koning van Castilië en León.
- Frederik (1223-1277)
- Ferdinand (1225-1248)
- Eleonora (1226), jong gestorven
- Berengaria (1228-1279), zuster in het cisterciënzersklooster in Huelgas de Burgos.
- Hendrik (1230-1303)
- Filips (1231-1274)
- Sancho (1233-1261), aartsbisschop van Toledo
- Manuel (1234-1303), heer van Villena
- Maria (1235)

## Voorouders
| Voorouders van Beatrix van Hohenstaufen (1205-1235) | Voorouders van Beatrix van Hohenstaufen (1205-1235)                                  | Voorouders van Beatrix van Hohenstaufen (1205-1235)                                  | Voorouders van Beatrix van Hohenstaufen (1205-1235)                                  | Voorouders van Beatrix van Hohenstaufen (1205-1235)                                  | Voorouders van Beatrix van Hohenstaufen (1205-1235)                   | Voorouders van Beatrix van Hohenstaufen (1205-1235)                   | Voorouders van Beatrix van Hohenstaufen (1205-1235)           | Voorouders van Beatrix van Hohenstaufen (1205-1235)           |
| --------------------------------------------------- | ------------------------------------------------------------------------------------ | ------------------------------------------------------------------------------------ | ------------------------------------------------------------------------------------ | ------------------------------------------------------------------------------------ | --------------------------------------------------------------------- | --------------------------------------------------------------------- | ------------------------------------------------------------- | ------------------------------------------------------------- |
| Overgrootouders                                     | Frederik II van Zwaben (1090-1147) ∞ Judith van Beieren (1103-1130)                  | Frederik II van Zwaben (1090-1147) ∞ Judith van Beieren (1103-1130)                  | Reinoud III van Bourgondië (1093-1148) ∞ 1130 Agatha van Lotharingen (-)             | Reinoud III van Bourgondië (1093-1148) ∞ 1130 Agatha van Lotharingen (-)             | Andronikos Doukas Angelos (1133-1185) ∞ Euphrosyne Kastamonitissa (–) | Andronikos Doukas Angelos (1133-1185) ∞ Euphrosyne Kastamonitissa (–) | ? (-) ∞ ? (-)                                                 | ? (-) ∞ ? (-)                                                 |
| 'Grootouders                                        | Keizer Frederik I Barbarossa (1122-1190) ∞ 1156 Beatrix I van Bourgondië (1145–1184) | Keizer Frederik I Barbarossa (1122-1190) ∞ 1156 Beatrix I van Bourgondië (1145–1184) | Keizer Frederik I Barbarossa (1122-1190) ∞ 1156 Beatrix I van Bourgondië (1145–1184) | Keizer Frederik I Barbarossa (1122-1190) ∞ 1156 Beatrix I van Bourgondië (1145–1184) | Isaäk II Angelos (1156-1204) ∞ Herina (-)                             | Isaäk II Angelos (1156-1204) ∞ Herina (-)                             | Isaäk II Angelos (1156-1204) ∞ Herina (-)                     | Isaäk II Angelos (1156-1204) ∞ Herina (-)                     |
| Ouders                                              | Filips van Zwaben (1177-1208) ∞ 1197 Irena Angela (1181-1208)                        | Filips van Zwaben (1177-1208) ∞ 1197 Irena Angela (1181-1208)                        | Filips van Zwaben (1177-1208) ∞ 1197 Irena Angela (1181-1208)                        | Filips van Zwaben (1177-1208) ∞ 1197 Irena Angela (1181-1208)                        | Filips van Zwaben (1177-1208) ∞ 1197 Irena Angela (1181-1208)         | Filips van Zwaben (1177-1208) ∞ 1197 Irena Angela (1181-1208)         | Filips van Zwaben (1177-1208) ∞ 1197 Irena Angela (1181-1208) | Filips van Zwaben (1177-1208) ∞ 1197 Irena Angela (1181-1208) |